# Ntfombi
Ntfombi Tfwala, devenue la reine Ntfombi (née vers 1950), est la reine douairière du Swaziland  (Ndovukazi, « Grande Éléphante ») et participe à la direction de l'État depuis 1986 avec son fils Mswati III. Elle fut précédemment régente de 1983 à 1986, le temps que son fils ait l'âge requis pour gouverner.

## Biographie
Née vers 1950, elle devient l'une des nombreuses épouses de Sobhuza II. Lorsque celui meurt en août 1982, c'est son fils, le prince Makhosetive, qui est choisi pour lui succéder. Mais, comme il n'a encore que 15 ans, une période de régence s'ouvre. Cette régence est confiée par le conseil intérieur suprême, le Liqoqo, à une autre épouse de Sobhuza II, Dzeliwe. Celle-ci n'exerce pourtant cette régence que durant un an. Enferrée dans des conflits entre princes, elle est poussée, par ce même conseil Liqoqo à renoncer à la régence au profit de Ntombi.
En 1986, le fils de Ntombi, Makhosetive, devient roi du Swaziland à 18 ans, sous le nom de Mswati III. Ntfombi devient reine douairière, encore appelée Ndlovukati. Dans la monarchie swazi, la reine-mère a traditionnellement un rôle important et accompagne le roi dans l'exercice du pouvoir.